# Sepp Gneißl
Josef „Sepp“ Gneißl (* 23. Oktober 1935 in München; † 24. Oktober 2014 ebenda) war ein deutscher Volksschauspieler, ehemaliger Pornodarsteller und Gastwirt.

## Leben
Gneißl kam Mitte der 1950er Jahre in München-Trudering zum Theater. Dort wurde er von Ludwig Schmid-Wildy entdeckt, der ihn ans Platzl holte. Nach vielen Jahren am Theater folgten ab den 1960er Jahren auch erste Film- und Fernsehauftritte in Softpornos. In den 1970er und frühen 1980er Jahren spielte er auch in vielen Hardcore-Pornos mit. Gneißl wirkte später auch als Radiomoderator, Musiker und Sprecher in Hörspielen. Außerdem organisierte Gneißl Veranstaltungen wie die Truderinger Kirta oder das Truderinger Ventil.
Gneißl war außerdem als Synchronsprecher tätig. So zum Beispiel in dem Film Kokosnüsse und Bananen – Die Dummen sterben nie aus (1990), in dem er Schauspieler Werner Singh seine Stimme lieh.
Neben der Schauspielerei führte Gneißl in Trudering viele Jahre lang ein Wirtshaus. Sepp Gneißl verstarb einen Tag nach seinem 79. Geburtstag in München an einer Krebserkrankung im Kreise seiner Familie.

## Filmografie
- 1969: Ein dreifach Hoch dem Sanitätsgefreiten Neumann
- 1969: Der Mann mit dem goldenen Pinsel
- 1970: Die Jungfrauen von Bumshausen
- 1972: Ludwig – Requiem für einen jungfräulichen König
- 1973: Liebesjagd durch 7 Betten
- 1973: Oktoberfest! Da kann man fest...
- 1975: Zimmermädchen machen es gern
- 1975: Tam-Tam-Film Nr. 1 - Das Appartment-Haus
- 1975: Bums-Skandal im Nachtlokal (Kurzfilm)
- 1975: Bumsfidele Hochzeitsnacht (Kurzfilm)
- 1976: Josefine Mutzenbacher – Wie sie wirklich war
- 1976: Verlorene Eier
- 1976: Abflug Bermudas
- 1976: Zwei geile Hirsche auf der Flucht
- 1977: Liebesgrüße aus der Lederhose 3: Sexexpress aus Oberbayern
- 1977: Der Junge mit der Tiefenschärfe
- 1977: Gaudi in der Lederhose
- 1977: Nackt und keß am Königssee
- 1977: Verrückt nach steilen Kurven
- 1977:  22 cm oder einige Erlebnisse des stellungssuchenden Gerd M.
- 1977: Kasimir der Kuckuckskleber
- 1977: Hotel 'Zur scharfen Muschi'
- 1977: Der Hauptmann von Mösenfick (Kurzfilm)
- 1978: Liebesgrüße aus der Lederhose 4: Die versaute Hochzeitsnacht
- 1978: Rosie Nimmersatt
- 1978: Porno Kneipe
- 1978: Die munteren Sexspiele der Nachbarn
- 1978: Liebesgrüße aus der Lederhose 5: Die Bruchpiloten vom Königssee
- 1979: Zwei Däninnen in Lederhosen
- 1979: Rosemarie's Schleckerland - Frühstück bei Fickany's
- 1979: Heiße Löcher, geile Stecher
- 1979: Hot Pants - Teil 2 (Kurzfilm)
- 1980: Der Kurpfuscher und seine fixen Töchter
- 1980: Die Samen-Räuberinnen
- 1981: Aus dem Tagebuch der Josefine Mutzenbacher
- 1982: Liebesgrüße aus der Lederhose 6: Die wilden Stuten vom Rosenhof
- 1983: Die wilden Fünfziger
- 1984: Heiße Bräute auf der Schulbank

## Fernsehserien
- 1987–1992: Peter Steiners Theaterstadl (11 Theaterstücke, Fernsehserie)
  - 1987: Der wurmstichige Hochzeiter
  - 1988: Bäckermeister Striezl
  - 1988: Die Geisterbraut
  - 1989: Der bayerische Schutzengel
  - 1989: Die Liebesbeichte
  - 1990: Die lustige Brautnacht
  - 1990: Bloss nicht heiraten
  - 1991: Der liebestolle Bauer
  - 1991: Die drei Dorfheiligen
  - 1991: Die Hosenknopfaffäre
  - 1992: Die Bierkur
- 1995: Frauenarzt Dr. Markus Merthin (Fernsehserie, 1 Folge)
- 1995: Weißblaue Geschichten (Fernsehserie, 2 Folgen)
- 1998–2004: Tierarzt Dr. Engel (Fernsehserie)
- 2000–2005: Lindenstraße (Fernsehserie, 2 Folgen)